# بختري هجين
البختري الهجين أو الديدحان الهجين أو بختاري أو رجل الغراب أو بختري (باللاتينية: Roemeria hybrida) نوع نباتي من جنس البختري من الفصيلة الخشخاشية.

## الموئل والانتشار
ينتشر في معظم أنحاء الوطن العربي من الجزيرة العربية والعراق وبلاد الشام ومصر والمغرب العربي إضافة إلى حوض البحر الأبيض المتوسط وحوض البحر الأسود.

## الوصف
عشب حولي يصل طوله من 10 إلى 50 سم، سيقانه قائمة ومغطاة بشعر أبيض كثيف، يبلغ طول أوراقه الريشية 10 سم ولديها فصوص عميقة متصلة بالعرق الأوسط من الورقة، أزهاره وردية تسقط سريعًا، أما ثماره فتظهر بلون أخضر شاحب مكتسية بشعيرات بيضاء خشنة. للنبات رائحة عطرة وتعد من الأعشاب الرعوية للماشية، يستخدم طبيًا لعلاج ضغط الدم وإيقاف نزيف الدم، يمكن تناول أوراقه مباشرة، تقتصر المادة السامة في جذور النبات.

## مرادفات للاسم العلمي[8]
- (باللاتينية: Chelidonium hybridum)
- (باللاتينية: Chelidonium violaceum)
- (باللاتينية: Glaucium violaceum)
- (باللاتينية: Roemeria latiloba)
- (باللاتينية: Roemeria tenuifolia)
- (باللاتينية: Roemeria violacea)
- (باللاتينية: Roemeria hybrida subsp. tenuifolia)
- (باللاتينية: Glaucium trivalve)
- (باللاتينية: Glaucium mesopotamicum)
- (باللاتينية: Glaucium mesopotamicum)
- (باللاتينية: Glaucium integrifolium)